# Hieronymus Herculanus Bumbun
Hieronymus Herculanus Bumbun OFMCap (* 5. August 1937 in Menawai; † 30. September 2024 in Pontianak) war ein indonesischer Ordensgeistlicher und römisch-katholischer Erzbischof von Pontianak.

## Leben
Hieronymus Herculanus Bumbun trat der Ordensgemeinschaft der Kapuziner bei und empfing am 27. Juli 1967 die Priesterweihe.
Papst Paul VI. ernannte ihn am 19. Dezember 1975 zum Weihbischof in Pontianak und Titularbischof von Capra. Der Erzbischof von Semarang, Justinus Kardinal Darmojuwono, spendete ihm am 27. Mai des nächsten Jahres die Bischofsweihe; Mitkonsekratoren waren Gabriel Sillekens CP, Bischof von Ketapang, und Alfred Gonti Pius Datubara OFMCap, Weihbischof in Medan.
Am 26. Februar 1977 wurde er zum Erzbischof von Pontianak ernannt. Papst Johannes Paul II. ernannte ihn 1982 zum Apostolischen Administrator von Sanggau. Von diesem Amt trat er 1990 zurück.
Papst Franziskus nahm am 3. Juni 2014 seinen altersbedingten Rücktritt an.